# Mosori
Mosori (en serbe cyrillique : Мосори) est un village du centre du Monténégro, dans la municipalité de Danilovgrad.

## Démographie

### Évolution historique de la population
| 1948  | 1953  | 1961  | 1971  | 1981  | 1991  | 2003 |
| ----- | ----- | ----- | ----- | ----- | ----- | ---- |
| 1 129 | 1 355 | 1 537 | 1 826 | 1 877 | 1 873 | 5    |